# Realidad mediada por computador

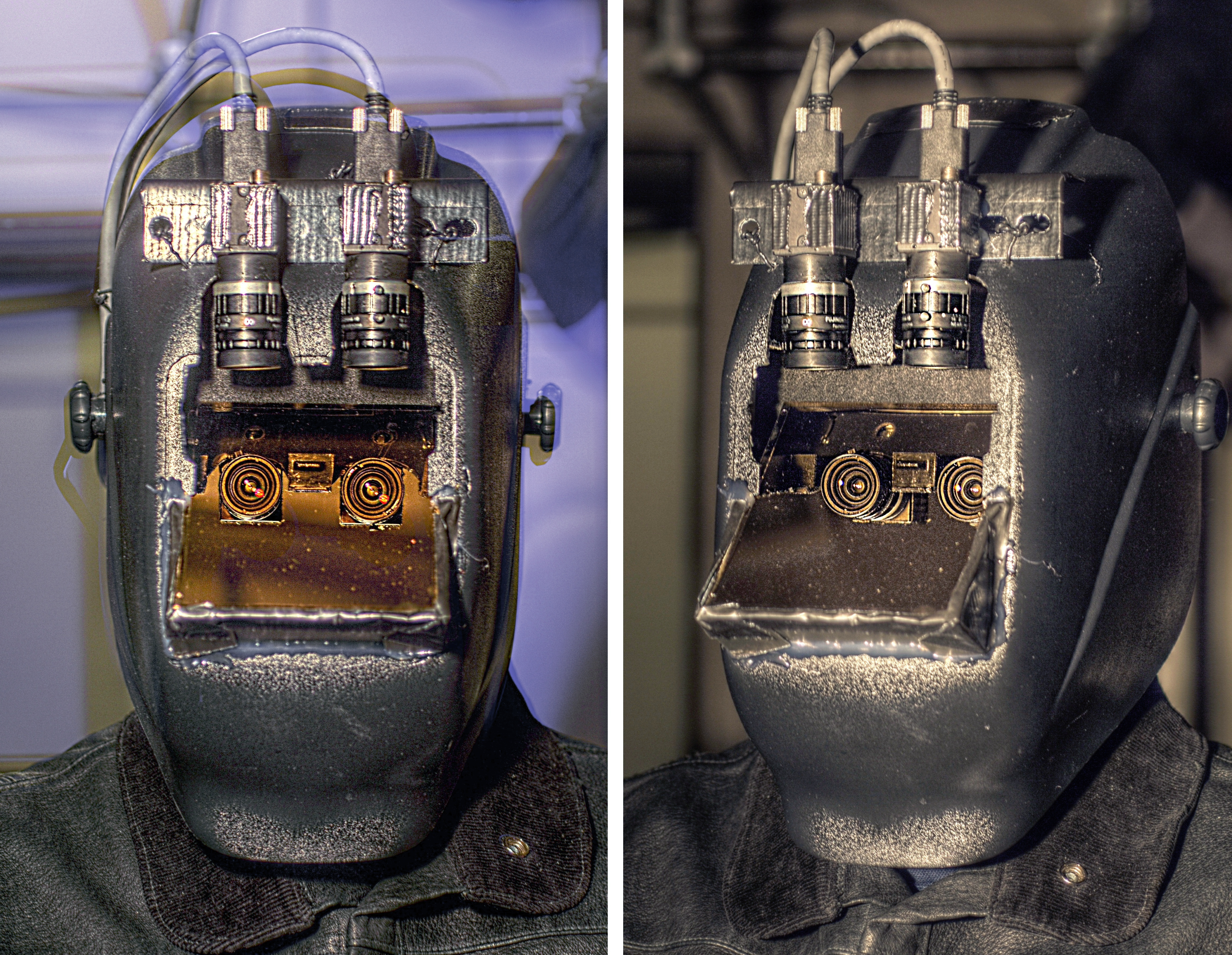
Casco de soldadura MannGlas ("Vaso de Ojo Digital") aumenta la imagen en áreas oscuras y la disminuye en áreas brillantes.

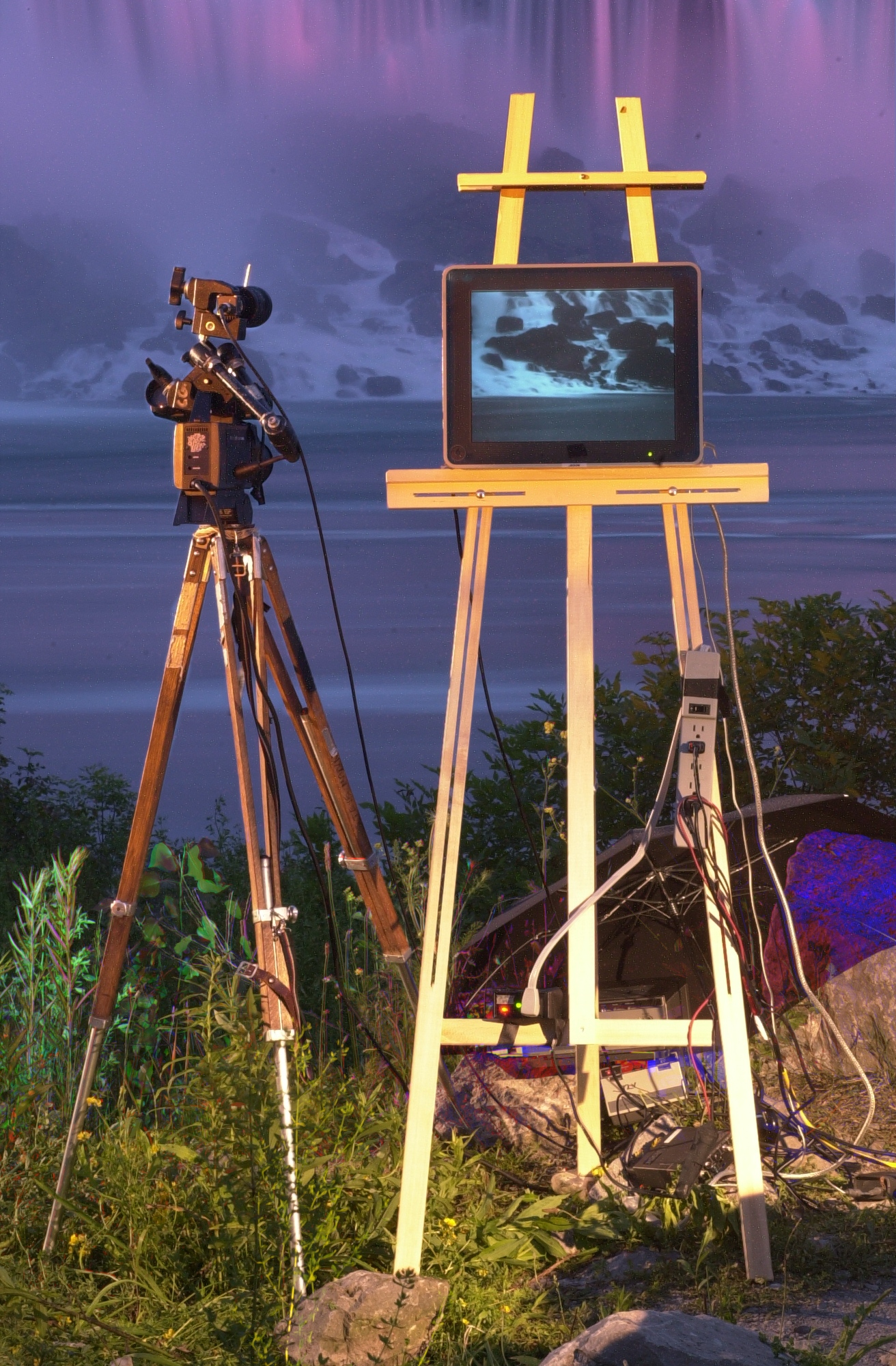
Instalación de arte que ilustra el concepto de realidad mediada. Primero permite ver los qué está realmente allí, y luego deja que un ordenador modifique la realidad mostrada.

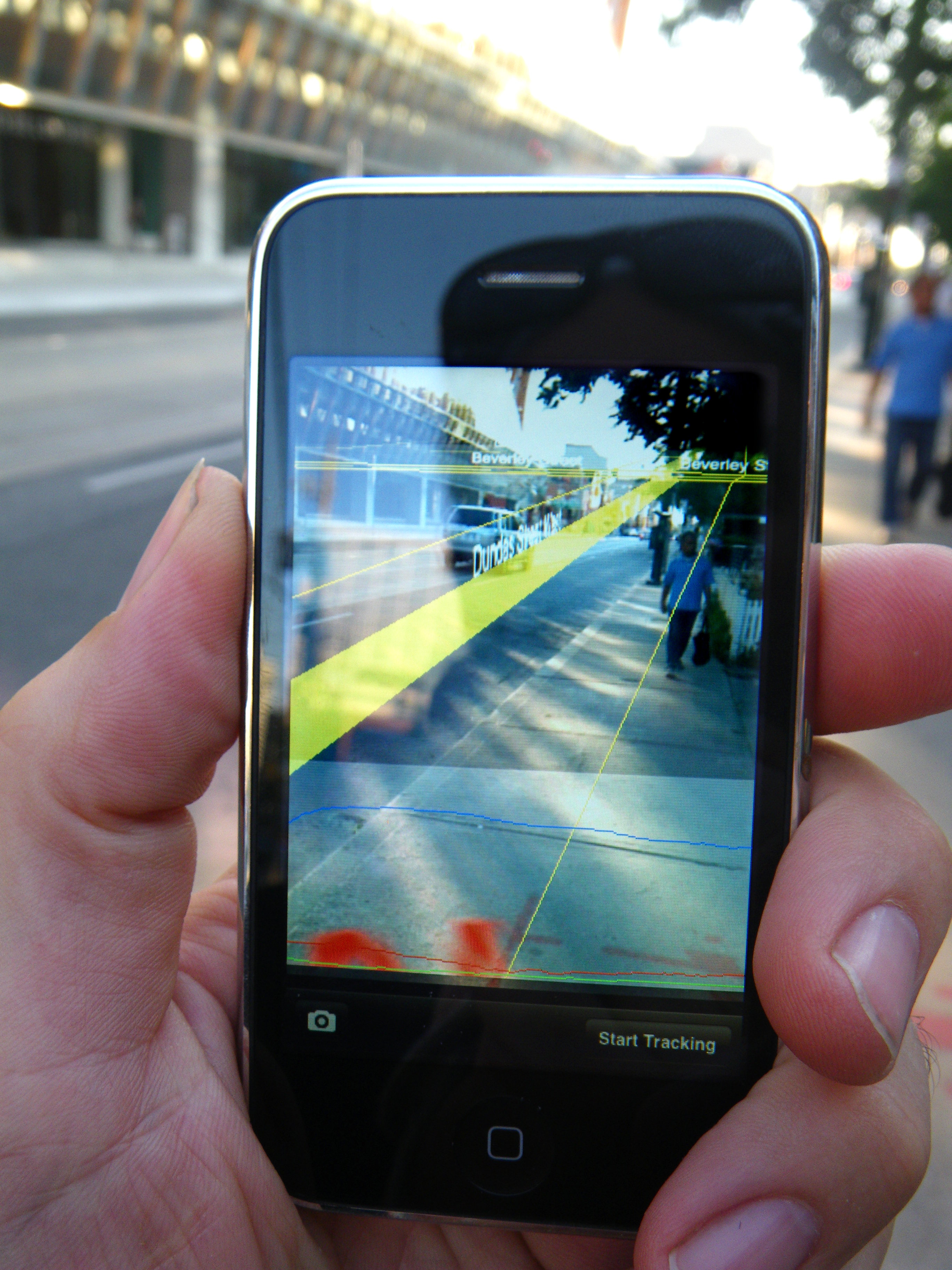
Aplicación de Realidad mediada

La realidad mediada por computadora se refiere a la capacidad de agregar, sustraer información o manipular la percepción de la realidad a través del uso de una computadora corporal o dispositivo portátil.
Normalmente, es la percepción visual del entorno del usuario la que está mediada. Esto se hace mediante el uso de algún tipo de dispositivo electrónico, como un dispositivo EyeTap o un teléfono inteligente, que puede actuar como un filtro visual entre el mundo real y lo que el usuario percibe.
Ha sido utilizado para la creación de interfaces interactivas de usuario.
El uso de la realidad mediada por computadora para manipular la percepción, mediante la eliminación o el enmascaramiento de los datos visuales, se ha utilizado para aplicaciones arquitectónicas y es un área de investigación en curso.
Los efectos de la alteración de la realidad percibida no se han estudiado a fondo, y efectos secundarios negativos de la exposición a largo plazo podrían ser posibles.

## Como ayuda visual
En las décadas de 1970 y 1980, Steve Mann presentó el «Cristal Digital de Ojos» Generación-1 y Generación-2, inicialmente como una ayuda visual para ayudar a las personas a ver mejor empleando un casco de soldadura,  como una ayuda para la vida cotidiana como se describe en IEEE Technology & Society 31 (3)  y el material complementario titulado "GlassEyes". 
En este sentido, la realidad mediada es un macroconjunto que incluye la realidad mixta, realidad aumentada, y realidad virtual.

## Realidad inalámbrica mediada
Los dispositivos Bluetooth son a menudo utilizados para implementar realidad mediada.
Con comunicaciones inalámbricas, la realidad mediada también puede conducir a un medio de comunicaciones entre comunidades diferentes.
Con el uso de EyeTap, tal interacción se ha conocido como «ver ojo-a-ojo».

## Aplicaciones
Las aplicaciones de la realidad mediada incluyen dispositivos que ayudan a las personas a ver mejor, así como dispositivos para juegos y reparación de equipos, telemedicina, interfaces de asesoramiento de expertos remotos y orientación. La realidad mediada también se utiliza en robótica y aplicaciones de dibujo como el paquete de dibujo «Loose and Sketchy».

## Conceptos Relacionados

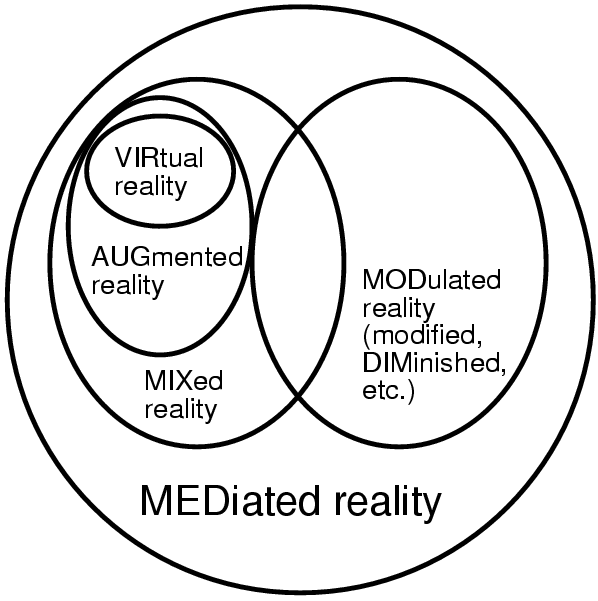
La realidad mixta y la realidad aumentada son casos especiales de realidad mediada

La realidad mediada está relacionada con otros conceptos com lao realidad aumentada (el cual es un caso especial de realidad mediada), realidad virtual, realidad mixta, etc.